# Bystřice u Benešova
Bystřice (deutsch Bistritz bei Beneschau) ist eine Stadt in Tschechien. Sie liegt sechs Kilometer südlich von Benešov und gehört zum Okres Benešov.

## Geographie
Bystřice befindet sich im Mittelböhmischen Bergland in der Talmulde des am Konopištský potok, welcher am nördlichen Stadtrand in zwei großen Fischteichen, dem Splavský rybník und dem Semovský rybník gestaut wird. Durch die Stadt führt die Europastraße 55 / Staatsstraße 3 zwischen Benešov und Tábor sowie die Eisenbahnverbindung zwischen diesen Städten. Westlich von Bystřice befindet sich der Sportflugplatz Nesvačily.
Nachbarorte sind Semovice, Jírovice und Mariánovice im Norden, Mokrá Lhota im Nordosten, Líšno im Osten, Líštěnec im Südosten, Opřetice und Radošovice im Süden, Petrovice und Drachkov im Südwesten, Nesvačily im Westen sowie Tvoršovice im Nordwesten.

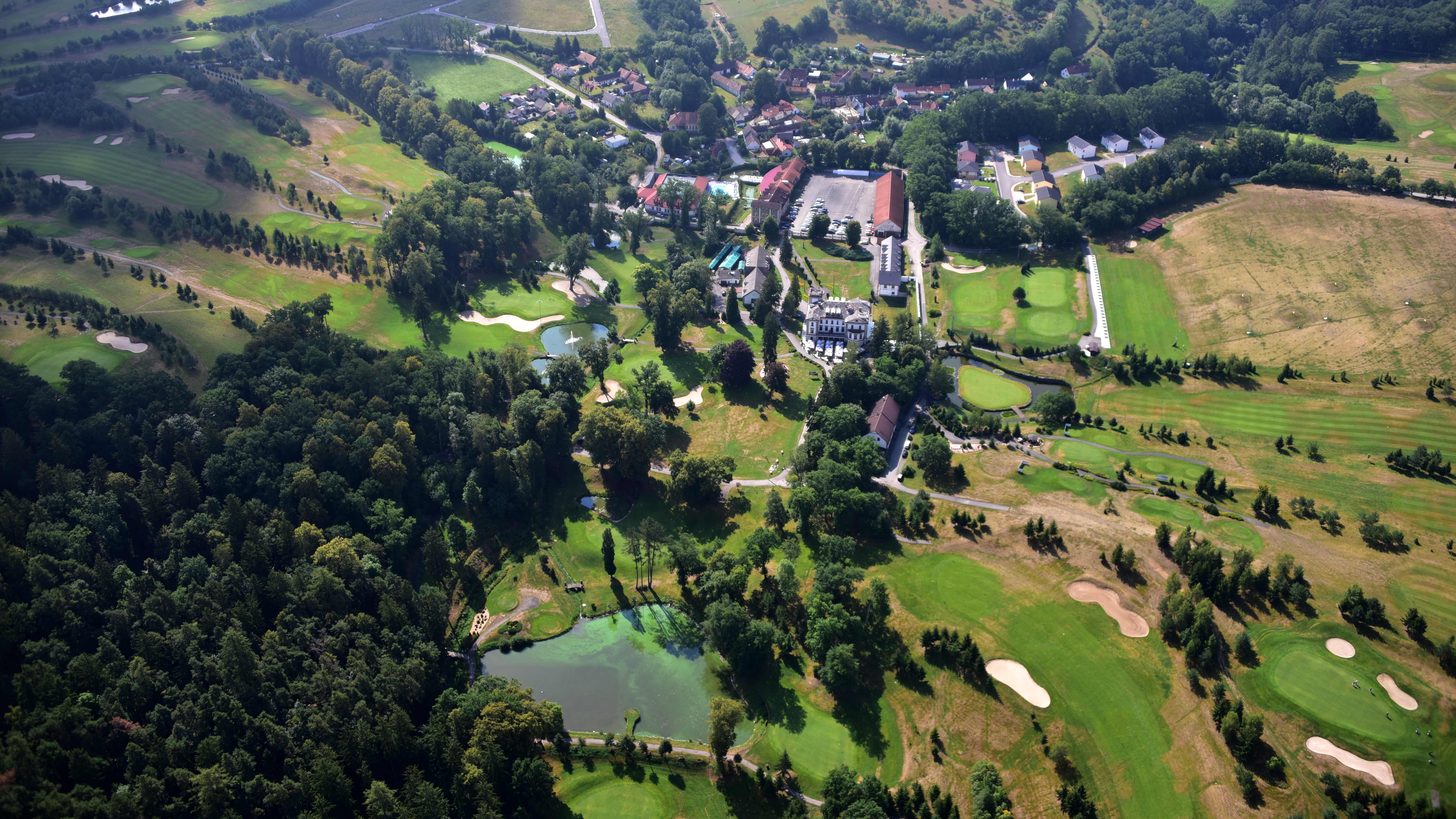
Bystřice u Benešova, Tvoršovice, Luftaufnahme (2018)

## Geschichte
Die Ansiedlung am alten Gmünder Steig entstand im 13. Jahrhundert durch die Herren von Dubá. Die Gründung des Ortes erfolgte zwischen 1258 und 1278 durch Andreas von Dubá, der auch die Kirche stiftete. Der Name des Ortes leitet sich wahrscheinlich vom alttschechischen Wort bystrěc (Wildbach) her.
Zwischen 1361 und 1381 ließ Beneš von Dubá die Burg Leštno errichten, zu deren Herrschaft Bystřice dann gehörte. Während der Herrschaft des Beneš von Dubá erfolgte auch die Erhebung der Kirche zur Pfarrkirche. Sein Sohn Wenzel war Landesrichter und von 1414 bis 1415 einer der Begleiter von Jan Hus in Konstanz. Nach dem Erlöschen des Geschlechts der Dubá erwarb 1460 Peter von Sternberg die Herrschaft Leštno. Der Besitz Sternbergs, der ein entschiedener Gegner des Königs Georg von Podiebrad war, wurde konfisziert.
1471 erhob Georg von Podiebrad als Dank für die Unterstützung der Bewohner durch die Konstruktion wirksamer Schleudervorrichtungen in den Kämpfen mit Zdenko von Sternberg auf Konopischt um die Burg Ostromeč den Ort Bystřice zum Marktflecken. Nach dem Tode Georg von Podiebrads eroberte Peter von Sternberg noch im Jahre 1471 Leštno zurück.
Während des Dreißigjährigen Krieges blieb Bystřice zunächst von Kriegshandlungen verschont. Erst zum Ende des Krieges wurde die Gegend nach der Schlacht bei Jankau bei Truppendurchzügen der Schweden gebrandschatzt und geplündert. Infolge der Verwüstungen erlosch die Herrschaft Leštno und der Marktflecken fiel in die Bedeutungslosigkeit. Haupterwerbszweige bildeten die Land- und Forstwirtschaft und die Fischzucht. Im Laufe des 19. Jahrhunderts siedelten sich in Bystřice verarbeitenden Betriebe für landwirtschaftliche Erzeugnisse an. Ab Mitte des 19. Jahrhunderts gehörte die Gemeinde zum Gerichtsbezirk Beneschau.
Bystřice am 3. November 1997 zur Stadt erhoben. Am 31. Juli 2006 lebten in Bystřice mit allen Ortsteilen 4031 Menschen, davon 2023 in der Stadt.

## Ortsgliederung
Die Stadt Bystřice besteht aus den Ortsteilen Božkovice (Boschkowitz), Bystřice (Bistritz), Drachkov (Drachkau), Hlivín (Hliwin), Hůrka (Hurka), Jarkovice (Jarkowitz), Jeleneč (Jelenetsch), Jinošice (Jinoschitz), Jírovice (Jirowitz), Jiřín (Jirschin), Kobylí a Plchov (Kobili und Plechow), Líšno (Lischno), Líštěnec (Lischtenetz), Mlýny (Mühlen), Mokrá Lhota (Naßlhota), Nesvačily (Neswatschil), Opřetice (Opschetitz), Ouběnice (Aubenietz), Petrovice (Petrowitz), Radošovice (Radoschowitz), Semovice (Semowitz), Strženec (Strischenitz), Tožice (Toschitz), Tvoršovice (Tworschowitz), Vojslavice (Wojslawitz) und Zahořany (Sahorschan).

## Sehenswürdigkeiten
- Schloss Líšno, die ursprüngliche Burg Leštno entstand zwischen 1361 und 1381 unter Beneš von Dubá

## Söhne und Töchter der Stadt
- Zdeněk Štěpánek (1896–1968), Schauspieler, Regisseur und Dramatiker, geboren in Tvoršovice